# Гази I Герай
Гази I Гера́й (Гире́й) (крым. I Ğazı Geray, ١ غازى كراى‎; 1504—1524) — хан Крыма в 1523—1524 годах. Сын Мехмеда I Герая, внук Менгли I Герая.
Встречающиеся в литературе варианты написания имени: Газы I Гирей, Газы I Герай, Гази-Гирей I, Казы Гирей I, Гази Гирай I.

## Биография
Весной 1523 года крымский хан Мехмед Герай при помощи союзных ногайских мурз захватил Астрахань. В марте 1523 года после одновременного убийства его отца Мехмеда I Герая и старшего брата, калги Бахадыра Герая, ногайскими мурзами Агишем и Мамаем под Астраханью братья Газы и Баба Гераи с небольшим количеством мурз бежали в Крым. Вслед за ними на полуостров ворвалось большое ногайское войско, разоряя и сжигая крымские улусы, грабя и убивая местных жителей. Население пряталось в горах и укрепленных городах. Крупные крымские мурзы из родов Ширин, Барын и Сиджеут собрали 12-тысячное войско и выступили против ногайцев, но были разбиты в битве под Перекопом. Разбитые мурзы укрылись в Перекопе, под защитой турецкого гарнизона.
Осенью 1523 года после отступления ногайской орды крупные крымские беи избрали новым ханом Газы Герая, как самого старшего из уцелевших сыновей покойного Мехмед Герая. Газы Герай назначил калгой младшего брата Баба Герая. Однако крымские беи не согласовали свой выбор с османским султаном. Вскоре Газы Герай потерял поддержку крупных татарских беев, которые во главе с Мемиш-беем Ширином обратились к султану. Ширинский бей лично отправился в Стамбул, где попросил султана Сулеймана прислать ханом в Крым Саадет Герая.
Крымский хан Газы I Герай правил Крымским ханством всего лишь шесть месяцев, так как вскоре османский султан Сулейман Кануни остановил свой выбор на другом кандидате. Новым ханом стал дядя Газы Герая Саадет I Герай, длительное время проживавший в Стамбуле при султанском дворе. Весной 1524 году Саадет Герай с турецкими янычарами высадился в Крыму и занял ханский престол.
Согласно О. Гайворонскому, Саадет Герай прибыл в Кафу, где во время встречи с Газы Гераем приказал его убить. Царевичи Баба и Чобан Гераи, младшие братья Газы Герая, были заключены в тюрьму.
По данным Халим-Гирей-султана, новый крымский хан Саадет I Герай назначил своего предшественника и племянника Газы Герая калгой, однако через три месяца после этого Газы Герай и его брат Баба Герай были убиты, как полагают, по приказу Саадета Герая.